# Boliviaans voetbalelftal in 2000
Het Boliviaans voetbalelftal speelde in totaal vijftien officiële interlands in het jaar 2000, waaronder tien wedstrijden in de kwalificatiereeks voor het WK voetbal 2002 in Japan en Zuid-Korea. La Verde ("De Groenen") stond onder leiding van oud-international Carlos Aragonés, de opvolger van Héctor Veira. Op de FIFA-wereldranglijst zakte Bolivia in 2000 van de 61ste (januari 2000) naar de 65ste plaats (december 2000).

## Balans
| Wedstrijden | Wedstrijden | Wedstrijden | Wedstrijden | Doelpunten | Doelpunten | Doelpunten | Punten |
| Gespeeld    | Winst       | Gelijk      | Verlies     | Voor       | Tegen      | Saldo      | Punten |
| ----------- | ----------- | ----------- | ----------- | ---------- | ---------- | ---------- | ------ |
| 15          | 3           | 4           | 8           | 14         | 21         | –7         | 0.666  |

## Interlands
|                                                    | |       |                                      |                                                                                       |
| 5 maart Vriendschappelijk № 288 «onderlinge duels» | Bolivia | 9 – 2 | Haïti                                | Estadio Hernando Siles, La Paz Toeschouwers: 18.620 Scheidsrechter: René Ortubé (BOL) |
| 5 maart Vriendschappelijk № 288 «onderlinge duels» | Róger Suárez 2' Róger Suárez 7' Julio César Baldivieso 39' Róger Suárez 42' Joaquín Botero 64' Marcelo Carballo 68' Joaquín Botero 70' Róger Suárez 73' Joaquín Botero 87' |       | 60' Carlo Marcelin 72' Frantz Gilles | Estadio Hernando Siles, La Paz Toeschouwers: 18.620 Scheidsrechter: René Ortubé (BOL) |

|                                                     |           |       |         |                                                                                                 |
| 16 maart Vriendschappelijk № 289 «onderlinge duels» | Venezuela | 0 – 0 | Bolivia | Estadio José Pachencho Romero, Maracaibo Toeschouwers: 8.000 Scheidsrechter: Jorge Manzur (VEN) |
| 16 maart Vriendschappelijk № 289 «onderlinge duels» |           |       |         | Estadio José Pachencho Romero, Maracaibo Toeschouwers: 8.000 Scheidsrechter: Jorge Manzur (VEN) |

|                                                   |                          |       |         |                                                                                           |
| 29 maart WK-kwalificatie № 290 «onderlinge duels» | Uruguay                  | 1 – 0 | Bolivia | Estadio Centenario, Montevideo Toeschouwers: 49.811 Scheidsrechter: Antônio Pereira (BRA) |
| 29 maart WK-kwalificatie № 290 «onderlinge duels» | Pablo Gabriel García 26' |       |         | Estadio Centenario, Montevideo Toeschouwers: 49.811 Scheidsrechter: Antônio Pereira (BRA) |

|                                                   |                   |       |                    |                                                                                      |
| 26 april WK-kwalificatie № 291 «onderlinge duels» | Bolivia           | 1 – 1 | Colombia           | Estadio Hernando Siles, La Paz Toeschouwers: 46.000 Scheidsrechter: José Arana (PER) |
| 26 april WK-kwalificatie № 291 «onderlinge duels» | Erwin Sánchez 17' |       | 39' Jairo Castillo | Estadio Hernando Siles, La Paz Toeschouwers: 46.000 Scheidsrechter: José Arana (PER) |

|                                                 |                   |       |         |                                                                                            |
| 4 juni WK-kwalificatie № 292 «onderlinge duels» | Argentinië        | 1 – 0 | Bolivia | Estadio Monumental, Buenos Aires Toeschouwers: 50.669 Scheidsrechter: Marcio Rezende (BRA) |
| 4 juni WK-kwalificatie № 292 «onderlinge duels» | Gustavo López 82' |       |         | Estadio Monumental, Buenos Aires Toeschouwers: 50.669 Scheidsrechter: Marcio Rezende (BRA) |

|                                            |         |                                      |           |                                                                              |
| 14 juni Kirin Cup № 293 «onderlinge duels» | Bolivia | 0 – 2                                | Slowakije | Tosu Stadium, Tosu Toeschouwers: 8.037 Scheidsrechter: Masayoshi Okada (JPN) |
| 14 juni Kirin Cup № 293 «onderlinge duels» |         | 2' Roman Kratochvíl 45' Martin Fabuš |           | Tosu Stadium, Tosu Toeschouwers: 8.037 Scheidsrechter: Masayoshi Okada (JPN) |

|                                            |                                               |       |         |                                                                                |
| 18 juni Kirin Cup № 294 «onderlinge duels» | Japan                                         | 2 – 0 | Bolivia | Nissan Stadion, Yokohama Toeschouwers: 65.073 Scheidsrechter: Sun Baojie (CHN) |
| 18 juni Kirin Cup № 294 «onderlinge duels» | Atsushi Yanagisawa 73' Atsushi Yanagisawa 34' |       |         | Nissan Stadion, Yokohama Toeschouwers: 65.073 Scheidsrechter: Sun Baojie (CHN) |

|                                                            |                                                                                          |       |                                             |                                                                                                |
| 28 juni WK-kwalificatie № 295 «onderlinge duels» 19:00 uur | Venezuela                                                                                | 4 – 2 | Bolivia                                     | Estadio Polideportivo, San Cristóbal Toeschouwers: 20.000 Scheidsrechter: Roger Zambrano (ECU) |
| 28 juni WK-kwalificatie № 295 «onderlinge duels» 19:00 uur | Miguel Mea Vitali 24' Ruberth Morán 38' Giovanni Savarese 61' Edson Tortolero 68' (pen.) |       | 49' Jaime Moreno 58' Julio César Baldivieso | Estadio Polideportivo, San Cristóbal Toeschouwers: 20.000 Scheidsrechter: Roger Zambrano (ECU) |

|                                                  |                  |       |       |                                                                                            |
| 19 juli WK-kwalificatie № 296 «onderlinge duels» | Bolivia          | 1 – 0 | Chili | Estadio Hernando Siles, La Paz Toeschouwers: 35.412 Scheidsrechter: John Toro Rendón (COL) |
| 19 juli WK-kwalificatie № 296 «onderlinge duels» | Roger Suárez 84' |       |       | Estadio Hernando Siles, La Paz Toeschouwers: 35.412 Scheidsrechter: John Toro Rendón (COL) |

|                                                  |         |       |          |                                                                                           |
| 27 juli WK-kwalificatie № 297 «onderlinge duels» | Bolivia | 0 – 0 | Paraguay | Estadio Hernando Siles, La Paz Toeschouwers: 39.142 Scheidsrechter: Luciano Almeida (BRA) |
| 27 juli WK-kwalificatie № 297 «onderlinge duels» |         |       |          | Estadio Hernando Siles, La Paz Toeschouwers: 39.142 Scheidsrechter: Luciano Almeida (BRA) |

|                                                                |                                         |       |         | |
| 16 augustus WK-kwalificatie № 298 «onderlinge duels» 16:00 uur | Ecuador                                 | 2 – 0 | Bolivia | Estadio de Liga Deportiva Universitaria, Quito Toeschouwers: 25.000 Scheidsrechter: Luis Solórzano (VEN) |
| 16 augustus WK-kwalificatie № 298 «onderlinge duels» 16:00 uur | Agustín Delgado 17' Agustín Delgado 59' |       |         | Estadio de Liga Deportiva Universitaria, Quito Toeschouwers: 25.000 Scheidsrechter: Luis Solórzano (VEN) |

|                                                                |                                                                                       |       |         |                                                                                               |
| 3 september WK-kwalificatie № 299 «onderlinge duels» 17:00 uur | Brazilië                                                                              | 5 – 0 | Bolivia | Estádio do Maracanã, Rio de Janeiro Toeschouwers: 55.000 Scheidsrechter: Guido Alvarado (CHI) |
| 3 september WK-kwalificatie № 299 «onderlinge duels» 17:00 uur | Romário 11' (pen.) Rivaldo 46' Marco Antonio Sandy 88' (e.d.) Romário 77' Romário 80' |       |         | Estádio do Maracanã, Rio de Janeiro Toeschouwers: 55.000 Scheidsrechter: Guido Alvarado (CHI) |

|                                                         |         |                 |        |                                                                                         |
| 27 september Vriendschappelijk № 300 «onderlinge duels» | Bolivia | 0 – 1           | Mexico | Spartan Stadium, San Jose Toeschouwers: 30.154 Scheidsrechter: Ricardo Valenzuela (USA) |
| 27 september Vriendschappelijk № 300 «onderlinge duels» |         | 75' Víctor Ruíz |        | Spartan Stadium, San Jose Toeschouwers: 30.154 Scheidsrechter: Ricardo Valenzuela (USA) |

|                                                              |                 |       |      |                                                                                       |
| 8 oktober WK-kwalificatie № 301 «onderlinge duels» 16:00 uur | Bolivia         | 1 – 0 | Peru | Estadio Hernando Siles, La Paz Toeschouwers: 21.791 Scheidsrechter: José Carpio (ECU) |
| 8 oktober WK-kwalificatie № 301 «onderlinge duels» 16:00 uur | Roger Suárez 5' |       |      | Estadio Hernando Siles, La Paz Toeschouwers: 21.791 Scheidsrechter: José Carpio (ECU) |

|                                                      |         |       |         |                                                                                            |
| 15 november WK-kwalificatie № 302 «onderlinge duels» | Bolivia | 0 – 0 | Uruguay | Estadio Hernando Siles, La Paz Toeschouwers: 29.112 Scheidsrechter: Horacio Elizondo (ARG) |
| 15 november WK-kwalificatie № 302 «onderlinge duels» |         |       |         | Estadio Hernando Siles, La Paz Toeschouwers: 29.112 Scheidsrechter: Horacio Elizondo (ARG) |

## FIFA-wereldranglijst
| JAN | FEB | MAR | APR | MEI | JUN | JUL | AUG | SEP | OKT | NOV | DEC |
| --- | --- | --- | --- | --- | --- | --- | --- | --- | --- | --- | --- |
| 61  | 66  | 69  | 69  | 67  | 67  | 72  | 70  | 70  | 65  | 66  | 65  |

## Statistieken
| Mauricio Soria         | 1966-06-01 | Jorge Wilstermann       | 9  | 0 | 0 | 18 | 0  |
| José Carlos Fernández  | 1971-01-24 | CD Veracruz             | 5  | 0 | 0 | 17 | 0  |
| Sergio Galarza         | 1975-08-25 | Club Blooming           | 1  | 0 | 0 | 1  | 0  |
| Verdediging            |            |                         |    |   |   |    |    |
| Marco Antonio Sandy    | 1971-08-29 | Club Bolívar            | 10 | 0 | 0 | 85 | 6  |
| Luis Gatty Ribeiro     | 1979-11-01 | Club Bolívar            | 8  | 0 | 0 | 8  | 0  |
| Juan Manuel Peña       | 1973-01-17 | Real Valladolid         | 7  | 0 | 0 | 64 | 0  |
| Luis Cristaldo         | 1969-08-31 | Cerro Porteño           | 6  | 0 | 0 | 81 | 3  |
| Renny Ribera           | 1974-01-30 | Club Blooming           | 6  | 0 | 0 |    |    |
| Óscar Sánchez          | 1971-07-16 | The Strongest           | 6  | 0 | 1 | 54 | 6  |
| Juan Carlos Paz        | 1970-04-14 | The Strongest           | 5  | 1 | 0 |    |    |
| Iván Castillo          | 1970-07-11 | Club Bolívar            | 5  | 0 | 0 | 35 | 0  |
| Percy Colque           | 1976-10-23 | The Strongest           | 4  | 2 | 0 | 6  | 0  |
| Marcelo Carballo       | 1974-12-07 | Jorge Wilstermann       | 4  | 0 | 1 |    |    |
| Miguel Rimba           | 1967-11-01 | Oriente Petrolero       | 2  | 3 | 0 | 80 | 0  |
| Ángel Paraba           | 1971-08-02 | Vlag van Bolivia        | 2  | 0 | 0 |    |    |
| Ricardo Torrico        | 1969-04-13 | Mariscal Braun          | 1  | 1 | 0 |    |    |
| Lorgio Álvarez         | 1978-06-29 | Club Blooming           | 1  | 0 | 0 | 5  | 0  |
| Ronald Arana           | 1977-01-18 | Oriente Petrolero       | 1  | 0 | 0 |    |    |
| Middenveld             |            |                         |    |   |   |    |    |
| Ronald García          | 1980-12-17 | Club Bolívar            | 7  | 2 | 0 |    |    |
| Julio César Baldivieso | 1971-12-02 | Club Bolívar            | 7  | 0 | 2 | 70 | 9  |
| Franz Calustro         | 1974-03-09 | Unión Central Tarija    | 6  | 1 | 0 |    |    |
| Gonzalo Galindo        | 1974-10-20 | Jorge Wilstermann       | 4  | 4 | 0 |    |    |
| Erwin Sánchez          | 1969-10-19 | Boavista                | 4  | 0 | 1 | 53 | 15 |
| Limberg Gutiérrez      | 1977-11-19 | Club Blooming           | 3  | 3 | 0 |    |    |
| Raúl Gutiérrez         | 1976-01-08 | Club Blooming           | 3  | 3 | 0 | 6  | 0  |
| Tomás Gutiérrez        | 1973-02-01 | Independiente Petrolero | 3  | 2 | 0 |    |    |
| Raúl Justiniano        | 1977-09-29 | Club Blooming           | 3  | 2 | 0 |    |    |
| Richard Rojas          | 1975-02-27 | The Strongest           | 3  | 1 | 0 |    |    |
| Sergio Castillo        | 1970-09-26 | Guabirá                 | 3  | 1 | 0 | 4  | 0  |
| Marco Etcheverry       | 1970-09-26 | DC United               | 3  | 0 | 0 | 69 | 13 |
| Joselito Vaca          | 1982-08-12 | Oriente Petrolero       | 2  | 2 | 0 | 5  | 0  |
| Luis Camacho           | 1977-05-02 | Oriente Petrolero       | 2  | 0 | 0 |    |    |
| José Loayza            | 1976-09-09 | Club Blooming           | 2  | 0 | 0 |    |    |
| Vladimir Soria         | 1964-07-15 | Club Bolívar            | 2  | 0 | 0 | 51 | 1  |
| Mauricio Ramos         | 1969-09-23 | New England Revolution  | 1  | 0 | 0 |    |    |
| Juan Rivero            | 1966-03-10 | Vlag van Bolivia        | 1  | 0 | 0 |    |    |
| Walter Añez            | 1976-05-31 | Real Santa Cruz         | 0  | 1 | 0 |    |    |
| Aanval                 |            |                         |    |   |   |    |    |
| Róger Suárez           | 1977-04-02 | Oriente Petrolero       | 9  | 2 | 6 |    |    |
| Joaquín Botero         | 1977-12-10 | Club Bolívar            | 5  | 1 | 3 |    |    |
| Jaime Moreno           | 1974-01-19 | DC United               | 3  | 2 | 1 | 62 | 7  |
| Líder Paz              | 1974-12-02 | Guabirá                 | 2  | 2 | 0 | 6  | 0  |
| Milton Coimbra         | 1975-05-04 | Oriente Petrolero       | 1  | 2 | 0 | 32 | 6  |
| Herlán Sánchez         | 1972-08-01 | Deportivo Tachira       | 1  | 1 | 0 |    |    |
| Victor Hugo Antelo     | 1964-11-02 | Club Blooming           | 1  | 0 | 0 |    |    |
| Martin Menacho         | 1973-08-07 | Oriente Petrolero       | 1  | 0 | 0 | 5  | 0  |
| Carlos Cárdenas        | 1976-10-05 | Jorge Wilstermann       | 0  | 2 | 0 | 3  | 0  |

FBF · A-internationals · Selecties · Bondscoaches · Statistieken · Boliviaans vrouwenelftal · Olympisch elftal · Bolivia U21 · Bolivia U20 · Bolivia U19 · Bolivia U18 · Bolivia U17
1926–1949 · 
1950–1959 · 
1960–1969 · 
1970–1979 · 
1980–1989 · 
1990–1999 · 
2000–2009 · 
2010–2019 ·
2020−2029
CC 1999
WK 1930 · 
WK 1950 · 
WK 1994
1926 · 
1927 · 
1927 · 1928 · 1929 · 
1930 · 
1931 · 1932 · 1933 · 1934 · 1935 · 1936 · 1937 · 
1938 · 
1939 · 1940 · 1941 · 1942 · 1943 · 1944 · 
1945 · 
1946 · 
1947 · 
1948 · 
1949 · 
1950 · 
1951 · 1952 · 
1953 · 
1954 · 1955 · 1956 · 
1957 · 
1958 · 
1959 · 
1960 · 
1961 · 
1962 · 
1963 · 
1964 · 
1965 · 
1966 · 
1967 · 
1968 · 
1969 · 
1970 · 
1971 · 
1972 · 
1973 · 
1974 · 
1975 · 
1976 · 
1977 · 
1978 · 
1979 · 
1980 · 
1981 · 
1982 · 
1983 · 
1984 · 
1985 · 
1986 · 
1987 · 
1988 · 
1989 · 
1990 · 
1991 · 
1992 · 
1993 · 
1994 · 
1995 · 
1996 · 
1997 · 
1998 · 
1999 · 
2000 · 
2001 · 
2002 · 
2003 · 
2004 · 
2005 · 
2006 · 
2007 · 
2008 · 
2009 · 
2010 ·
2011 · 
2012 · 
2013 · 
2014 · 
2015 · 
2016 ·
2017 ·
2018 ·
2019 ·
2020 ·
2021 ·
2022 ·
2023 ·
2024
Algerije ·
Andorra ·
Argentinië ·
Brazilië ·
Bulgarije · 
Chili ·
Colombia ·
Costa Rica ·
Cuba ·
Curaçao ·
DDR ·
Duitsland ·
Ecuador ·
Egypte ·
El Salvador ·
Finland ·
Frankrijk ·
Griekenland ·
Guatemala ·
Guyana ·
Haïti ·
Honduras ·
Hongarije ·
Ierland ·
IJsland ·
Irak ·
Iran ·
Jamaica ·
Japan ·
Joegoslavië ·
Kameroen ·
Letland ·
Mexico ·
Myanmar ·
Nicaragua ·
Noord-Korea ·
Oezbekistan ·
Panama ·
Paraguay ·
Peru ·
Polen ·
Portugal ·
Roemenië ·
Rusland ·
Saoedi-Arabië ·
Senegal ·
Servië ·
Slowakije ·
Spanje ·
Trinidad en Tobago ·
Tsjecho-Slowakije ·
Uruguay ·
Venezuela ·
Verenigde Arabische Emiraten ·
Verenigde Staten ·
Zuid-Afrika ·
Zuid-Korea ·
Zwitserland